# Хорга (Васлуј)
Хорга (рум. Horga) насеље је у Румунији у округу Васлуј у општини Епурени. Oпштина се налази на надморској висини од 137 m.

## Становништво
Према подацима из 2002. године у насељу је живело 473 становника, од којих су сви румунске националности.